# Ilford Airport
Ilford Airport är en flygplats i Kanada.   Den ligger i provinsen Manitoba, i den östra delen av landet, 1 800 km nordväst om huvudstaden Ottawa. Ilford Airport ligger 195 meter över havet. Den ligger vid sjön Moose Nose Lake.
Terrängen runt Ilford Airport är mycket platt. Runt Ilford Airport är det mycket glesbefolkat, med 2 invånare per kvadratkilometer.. 
I omgivningarna runt Ilford Airport växer i huvudsak barrskog.